# Вишенька на новорічному торті
«Вишенька на новорічному торті» (фр. La Cerise sur le gâteau) — французька комедія 2012 року режисера Лаури Моранте, яка також стала співсценаристом та зіграла головну роль.

## Опис
Аманда впевнена - з чоловіками завжди все занадто складно! Її подруга вважає, що Аманді пора  стати розсудливою і зробити, нарешті, остаточний вибір, а психоаналітик ставить їй невтішний діагноз: "Мадам-катастрофа", яка вбиває всі свої романи, ледь вони починають наближатися до обручки. Але навіть жінка, яка вперто відмовляється стати щасливою, не застрахована від випадку. Само провидіння ставить крапку в її сумнівах, немов кладе останню вишеньку на торт.

## У ролях
- Лаура Моранте — Аманда
- Паскаль Елбе — Антуан
- Ізабелль Карре — Флоренція
- Самір Гесмі — Максім
- Патріс Тібо — Х'юберт
- Фредерік П'єро — Бертран
- Луціліа Климент — Ноемі